# Мейс, Джорджина
Джорджина Мэри Мейс (англ. Georgina Mary Mace; 12 июля 1953, Лондон — 19 сентября 2020) — британский эколог и популяционный биолог, специалист по биоразнообразию. Член Лондонского королевского общества (2002), профессор Лондонского университета. Лауреат премии Хейнекена (2016) и других отличий.
Система научных критериев, разработанная Дж. Мейс для экосистем и видов подвергающихся риску, принята в 2000 году Международным союзом охраны природы (МСОП) в качестве основы для Красного списка исчезающих видов.

## Биография
Окончила Ливерпульский университет (бакалавр зоологии, 1976).
Степень доктора философии по эволюционной биологии с работой по сравнительной экологии мелких млекопитающих получила в 1979 году в Сассекском университете (в 2007 году она будет удостоена здесь почётной докторской степени). Затем на постдокских позициях в Смитсоновском институте в Вашингтоне и в Ньюкасле-на-Типе, после чего возвратилась в Лондон. С 1986(91?) года научный сотрудник, в 2000—2006 годах директор по науке Института зоологии Зоологического общества Лондона.
В 2006—2012 гг. — в Имперском колледже Лондона, профессор, директор центра популяционной биологии.
С 2012 года — в Университетском колледже Лондона, профессор биоразнообразия и экосистем и глава Центра исследований биоразнообразия и окружающей среды.
В 2011—2013 гг. президент и 2001—2004 гг. вице-президент Британского экологического общества. В 2007—2009 гг. президент Society for Conservation Biology. В 2007—2010 гг. заместитель председателя Diversitas.
Научный редактор PLOS Biology.

## Отличия
- Pew Fellows Program in Conservation and the Environment, Marine Fellow 1991—1994, Pew Charitable Trusts[англ.][5]
- NERC Advanced Fellowship 1995—1999
- Ulysses S. Seal Award for Innovation in Conservation (2005)[6]
- International Cosmos Prize (2007)
- 2011 — Ernst Haeckel Prize, European Ecological Federation (первое присвоение)[7]
- 2011 — ECI Prize[англ.]
- 2012 — Frink Medal[англ.]
- 2016 — Премия Хейнекена (в области экологии)
- 2016 — Медаль Линнея Лондонского Линнеевского общества
- 2018 — BBVA Foundation Frontiers of Knowledge Award

Также отмечена медалью президента Британского экологического общества и отличием за выдающуюся службу Society for Conservation Biology.
Почётный доктор Сассекского (2007) и Ланкастерского (2015) университетов.
Дама-командор Ордена Британской империи (2016, командор 2007, офицер 1998).